# پورتوسین
پورتوسین (به اسپانیایی: Portosín) یک منطقهٔ مسکونی در اسپانیا است.